# Praag-Zličín
Praag-Zličín (Tsjechisch: Praha-Zličín) is een gemeentelijk district van de Tsjechische hoofdstad Praag. Het district bestaat uit de gelijknamige wijk Zličín, de wijk Sobín en een klein gedeelte van Třebonice. Praag-Zličín ligt aan de westkant van Praag en is onderdeel van het administratieve district Praag 17.
Praag-Zličín grenst in het oosten aan het gemeentelijk district Praag 17-Řepy en in het zuiden aan Praag 13. Ten westen en noorden van het district ligt de gemeentegrens van Praag. Aan de andere kant van de grens liggen de gemeenten Hostivice en Chrášťany, beiden onderdeel van de okres Praha-západ.
Praag-Zličín is sinds het jaar 1974 onderdeel van Praag. Tot 1960 waren zowel Zličín als Sobín zelfstandige gemeenten, tussen 1960 en 1974 hoorde Sobín bij de gemeente Zličín.
In het gedeelte van Třebonice dat bij dit district hoort ligt het metrostation Zličín. Verder ligt in Zličín het spoorwegstation Praha-Zličín.
Praag 1 · Praag 2 · Praag 3 · Praag 4 · Praag-Kunratice · Praag 5 · Praag-Slivenec · Praag 6 · Praag-Lysolaje · Praag-Nebušice · Praag-Přední Kopanina · Praag-Suchdol · Praag 7 · Praag-Troja · Praag 8 · Praag-Březiněves · Praag-Ďáblice · Praag-Dolní Chabry · Praag 9 · Praag 10 · Praag 11 · Praag-Křeslice · Praag-Šeberov · Praag-Újezd · Praag 12 · Praag-Libuš · Praag 13 · Praag-Řeporyje · Praag 14 · Praag-Dolní Počernice · Praag 15 · Praag-Dolní Měcholupy · Praag-Dubeč · Praag-Petrovice · Praag-Štěrboholy · Praag 16-Radotín · Praag-Lipence · Praag-Lochkov · Praag-Velká Chuchle · Praag-Zbraslav · Praag 17-Řepy · Praag-Zličín · Praag 18-Letňany · Praag 19-Kbely · Praag-Čakovice · Praag-Satalice · Praag-Vinoř · Praag 20-Horní Počernice · Praag 21-Újezd nad Lesy · Praag-Běchovice · Praag-Klánovice · Praag-Koloděje · Praag 22-Uhříněves · Praag-Benice · Praag-Kolovraty · Praag-Královice · Praag-Nedvězí